# 사나게역
사나게역(일본어: 猿投駅, さなげえき)은 일본 아이치현 도요타시에 소재하는 나고야 철도 미카와선의 기점역이다. 역 번호는 MY11이다.

## 역 구조
섬식 승강장 1면 2선의 지상역으로 종일 유인역이다. 역사나 승강장은 구내 건널목에서 이어진다. 구내 건널목에서는 슬로프에서 연결되기 때문에 단차는 없고 역사 측이 1번 승강장이다. 사나게 검차구가 있고 미카와 선과 도요타 선의 차량을 수용하다. 수용 수에 여유가 있어 신제 차량이나 폐차 예정 차량이 유치되기도 한다. 니시나카가네 ~ 본 역 구간 폐지 이후에는 역 북쪽의 건널목 1곳은 열차의 교체에 필요하여 영업 열차가 달리지 않게 된 지금까지도 6량 편성까지의 열차가 일시적으로 정차할 수 있는 선로와 함께 남아서 계속 사용되고 있다.
니시나카가네 방면이 현역 시절에는 레일 버스의 정박과 급유를 이 곳으로 가고 있었다.

### 승강장
| 번호 | 노선        | 행선                         |
| ---- | ----------- | ---------------------------- |
| 1・2 | ■ 미카와 선 | 도요타 시・지류・나고야 방면 |

## 역 주변
역전에는 약간의 상점이 있다.
- 도요타 시 운동 공원
- 맥 클리어 이노우에점
- 세토 신용 금고 사나게 지점
- 아이치 현립 사나게 농림 고등학교
- 도요타 시립 사나게다이 중학교
- 도요타 시립 이사토 중학교
- 도요타 시립 아오키 초등학교
- 도요타 시립 이노우에 초등학교
- 아이치 현도 58호 나고야토요타 선
- 아이치 현도 347호 사나게 정차장선
- 아이치 환상 철도선 시고 역

## 역사
- 1924년 10월 31일: 미카와 철도의 개업 당초에 종착역이었고, 초대 역사는 객차의 폐차체를 유용한 것이었음.
- 1927년 8월 26일: 본 역에서 지하역까지 연장되면서 중간역이 됨.
- 1932년 11월: 실업가 이노우에 토쿠산로가 사나게 역 용지로 6,000평을 기증하였고 이 전후로 2대 역사가 신축됨.
- 1979년 6월 10일: 사나게 검차구 준공으로 인한 배선 변경.
- 1984년 1월 1일: 화물 영업 폐지.
- 1993년
  - 3월 1일: 100계 6량화 대응으로 검차장 유치선 확장.
  - 9월 1일: 3대째 역사 준공.
- 2003년 10월 1일: 트랜 패스 도입(다만, 니시나카가네 방면으로는 사용 불가).
- 2004년 4월 1일: 니시나카가네 ~ 당역 구간 폐지로 약 77년 만에 종착역이 됨.
- 2011년 2월 11일: IC카드 승차권 "manaca" 공용 개시.
- 2012년 2월 29일: 트랜 패스 공용 종료.
- 2013년: 역전 로터리 완성.

## 인접역
| 나고야 철도 미카와선 | 나고야 철도 미카와선 | 나고야 철도 미카와선      |
| -------------------- | -------------------- | ------------------------- |
| 시·종착역            |                      | 히라토바시 MY10 지류 방면 |